# Ed Davis (militar)
Edward Grant Martin "Ed" Davis, más conocido como Ed Davis (n. Hereford, Herefordshire, Reino Unido, 13 de febrero de 1963) es un político y militar británico, que ha alcanzado el rango de teniente general de la fuerza Royal Marines. Desde 2011 hasta 2014, fue comandante general y luego fue comandante adjunto de la OTAN en el "Allied Land Command" de Esmirna (Turquía).
El 19 de enero de 2016, se desempeñó como gobernador de Gibraltar hasta el 18 de febrero de 2020.

## Biografía
Nacido en la ciudad británica de Hereford, 13 de febrero de 1963.
Fue educado en la Institución Académica Coleraine ("Coleraine Academical Institution, CAI") del Condado de Londonderry en Irlanda del Norte. Luego pasó a la universidad pública King's College de Londres, donde estudió realizó estudios de defensa ("MA Defence Studies").
En el año 1981, inició profesionalmente su carrera militar como Oficial de la fuerza Royal Marines.
En 1996, asistió al Curso de Comando del Ejército y personal de la academia militar Staff College Camberley.
En ese mismo año, se convirtió en Jefe de personal en la sede del servicio de combate Grupo de apoyo del Reino Unido, con la que tuvo que ser partícipe en la Guerra de Bosnia. 
Seguidamente en el 2007, fue nombrado Jefe de gabinete del Comandante de las Fuerzas Anfibias del Reino Unido y además fue enviado de misión a Afganistán como Jefe de los efectos conjuntos de la Fuerza Internacional de Asistencia para la Seguridad (ISAF).
Luego el 3 de enero de 2010, fue nombrado Comandante del comando de formación 3 Commando Brigade y de nuevo regresó a Afganistán, pero esta vez como el Comandante de la Fuerza de Tarea de Helmand en la Campaña de la provincia de Helmand.
Y en diciembre de 2011, se convirtió en comandante general de los Royal Marines, cargo que ocupó hasta junio de 2014..
Al mismo tiempo fue ascendido a General de división el 10 de enero de 2012, con antigüedad del 28 de noviembre de 2011. 
Seguidamente desde julio de 2014, ha sido ascendido al rango de Teniente general y también fue designado por el alto cargo Gordon Messenger, como Comandante adjunto del comando "Allied Land Command" de la OTAN en Esmirna (Turquía).
Actualmente tras la renuncia de Sir. Jim Dutton, al ser aprobado por el Ministerio de Relaciones Exteriores y de la Mancomunidad de Naciones (Foreign Office), en sucesión desde el día 19 de enero de 2016, ha sido elegido como nuevo Gobernador de Gibraltar.

## Condecoraciones y distinciones
| Distinción                                         | Período                 | Lugar          |
| -------------------------------------------------- | ----------------------- | -------------- |
| Miembro de la Orden del Imperio Británico (MBE)    | 14 de junio de 1996     | Reino Unido    |
| Medalla de oro del Jubileo de la Reina Isabel II   | 2002                    | Reino Unido    |
| Oficial de la Orden del Imperio Británico (OBE)    | 31 de diciembre de 2005 | Reino Unido    |
| Comendador de la Orden del Imperio Británico (CBE) | 23 de marzo de 2012     | Reino Unido    |
| Diamante de Isabel II, Medalla del Jubileo         | 2012                    | Reino Unido    |
| Compañero de la Orden del Baño (CB)                | 14 de junio de 2014     | Reino Unido    |
| Oficial de la Legión al Mérito                     | ¿?                      | Estados Unidos |
| Medalla OTAN                                       | ¿?                      | ¿?             |
| Medalla al servicio operacional para Afganistán    | ¿?                      | ¿?             |
| Diamante de Isabel II, Medalla del Jubileo         | 2012                    | ¿?             |

- Todas estas condecoraciones, se le han sido otorgadas por su labor militar en las fuerzas británicas Royal Marines.